# Liste des maires de Saint-Pierre (Martinique)
Cet article dresse la liste par ordre de mandat des maires de Saint-Pierre.

## Liste des maires

### Entre 1839 et 1945
Saint-Pierre a cessé d'être une commune entre le 15 février 1910 et 1923, son territoire étant alors incorporé à la commune voisine du Carbet.
| Période                                                | Période          | Identité                                | Étiquette                   | Qualité                                        |
| ------------------------------------------------------ | ---------------- | --------------------------------------- | --------------------------- | ---------------------------------------------- |
| janvier 1839                                           | avril 1841       | Jacques de Gage                         | …                           | …                                              |
| avril 1841                                             | septembre 1843   | Charles Dulieu                          | …                           | …                                              |
| 1843                                                   | ?                | Louis Hippolyte Gosset                  | …                           | …                                              |
| mars 1848                                              | mai 1848         | Pierre Hervé                            | …                           | …                                              |
| 24 mai 1848                                            | 30 août 1848     | Pierre-Marie Pory-Papy                  | …                           | Député de la Martinique (1848-1849, 1871-1874) |
| 31 août 1848                                           | 1853             | Alfred Agnès                            | …                           | Conseiller général (1866-1870)                 |
| novembre 1850                                          | 1850             | Adrien Hachard                          | …                           | Par intérim                                    |
| 1850                                                   | ?                | Jean Pierre Morestin                    | …                           | Par intérim                                    |
| 1851                                                   | 23 novembre 1851 | Eugène Thermes                          | …                           | Par intérim                                    |
| 1853                                                   | 1853             | Legrand de Belligny                     | …                           | …                                              |
| juillet 1853                                           | juin 1854        | François Prix Henry Assier de Pompignan | …                           | …                                              |
| juin 1854                                              | mai 1856         | Étienne Rufz de Lavison                 | …                           | …                                              |
| mai 1856                                               | mai 1867         | Pierre Louis O'Lanyer                   | …                           | …                                              |
| mai 1867                                               | janvier 1871     | Arthur Desbarreaux-Verger               | …                           | …                                              |
| janvier 1871                                           | mars 1874        | Hyacinthe Gérard                        | …                           | …                                              |
| mars 1874                                              | février 1880     | Paul Émile Comairas                     | …                           | …                                              |
| février 1880                                           | avril 1880       | Bébet Delmont                           | …                           | …                                              |
| avril 1880                                             | avril 1881       | Jean Laborde                            | …                           | …                                              |
| avril 1881                                             | août 1881        | François Célestin Bernard               | …                           | …                                              |
| août 1881                                              | octobre 1881     | Léon Assy                               | …                           | …                                              |
| octobre 1881                                           | janvier 1885     | Étienne Oscar Dupuy                     | …                           | …                                              |
| janvier 1885                                           | décembre 1886    | Saint Léger Lalung                      | …                           | …                                              |
| janvier 1887                                           | octobre 1893     | Georges-Augustin César-Laîné            | Républicain-radical         | …                                              |
| octobre 1893                                           | avril 1896       | Bébet Belmont                           | …                           | …                                              |
| mai 1896                                               | février 1901     | Hyacinthe Nicole                        | Parti ouvrier français      | …                                              |
| 7 avril 1901                                           | 8 mai 1902       | Rodolphe Fouché                         | …                           | …                                              |
| Les données manquantes sont à compléter.               |                  |                                         |                             |                                                |
| Entre 1910 et 1923, la commune est intégrée au Carbet. |                  |                                         |                             |                                                |
| 1923                                                   | 1923             | de Montaigne                            | …                           | …                                              |
| juin 1923                                              | octobre 1924     | Louis Ernoult                           | SFIO                        | …                                              |
| novembre 1924                                          | mai 1929         | Émile Fatin                             | …                           | …                                              |
| mai 1929                                               | janvier 1941     | Charles Marques                         | …                           | …                                              |
| février 1941                                           | juillet 1943     | Victor Depaz                            | Désigné par l'amiral Robert | …                                              |
| 1943                                                   | 1943             | Eugène Gouyer                           | …                           | …                                              |
| 1943                                                   | 1943             | Léo Parfait                             | …                           | …                                              |
| août 1943                                              | mai 1945         | Charles Marques                         | …                           | …                                              |
| Les données manquantes sont à compléter.               |                  |                                         |                             |                                                |

### Depuis 1945
| Période         | Période          | Identité              | Étiquette           | Qualité                                                                          |
| --------------- | ---------------- | --------------------- | ------------------- | -------------------------------------------------------------------------------- |
| 3 juin 1945     | 14 mai 1962      | Paul Pierre-Charles   |                     |                                                                                  |
| 24 juin 1962    | 20 mars 1977     | Eugène Pierre-Charles | SFIO puis Centriste | Inspecteur des impôts Conseiller général du canton de Saint-Pierre (1955 → 1979) |
| 20 mars 1977    | mars 1988        | Jean Maurice          | app. UDF            | Conseiller général du canton de Saint-Pierre (1979 → 1982)                       |
| mars 1988       | 11 mars 2001     | Louis Pierre-Charles  | DVG puis DVD        | Conseiller général du canton de Saint-Pierre (1988 → 1994 puis 1999 → 2001)      |
| 11 mars 2001    | 30 janvier 2015, | Raphaël Martine       | RDM                 | Infirmier Conseiller général du canton de Saint-Pierre (2001 → 2015)             |
| 30 janvier 2015 | 5 avril 2015     | Jacqueline Mangatal   |                     | Présidente de la délégation spéciale                                             |
| 5 avril 2015    | en cours         | Christian Rapha,      | PRM puis LREM       | Pharmacien                                                                       |